# Records de l'AS Monaco
 (mai 2022).
 (mai 2022).
- Si vous ne connaissez pas le sujet, laissez ce bandeau (vous pouvez alors contacter les auteurs).
- Si vous supprimez le contenu mis en cause (vous pouvez préalablement contacter les auteurs),

argumentez précisément cette suppression dans la page de discussion
(un manque de référence n'est pas un argument ; une recherche réelle de référence doit avoir été effectuée, être formellement documentée).

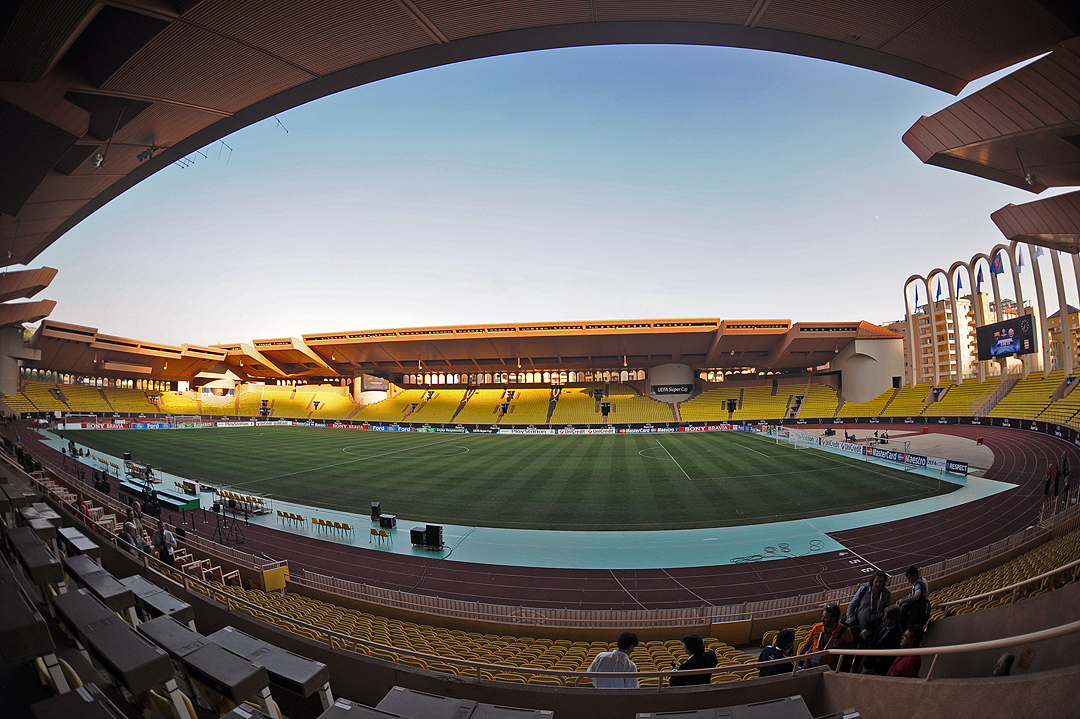
Le Stade Louis II, où réside l'AS Monaco.

Cet article détaille les records de l'AS Monaco FC.

## Records

### Ligue 1
| Intitulé du record                | Écart record | Score, adversaire et compétition | Date                  |
| --------------------------------- | ------------ | --- | --------------------- |
| Plus large victoire à domicile    | 9            | 9 - 0 contre les Girondins de Bordeaux, 27e journée du championnat de France de 1985-1986                                                                            | 18.01.1986            |
| Plus large victoire à l'extérieur | 7            | 0 - 7 contre le FC Metz, 8e journée du championnat de France de 2016-2017                                                                                            | 01.10.2016            |
| Plus large défaite à domicile     | 6            | 0 - 6 contre les Girondins de Bordeaux, 25e journée du championnat de France de 2007-2008                                                                            | 17.02.2008            |
| Plus large défaite à l’extérieur  | 6            | 6 - 0 contre l'OGC Nice, 31e journée du championnat de France de 1960-1961 7 - 1 contre le Paris Saint-Germain FC, 33e journée du championnat de France de 2017-2018 | 09.04.1961 15.04.2018 |

### Coupes d'Europe
| Intitulé du record                | Écart records | Score, adversaire et compétition | Date                                                 |
| --------------------------------- | ------------- | --- | ---------------------------------------------------- |
| Plus large victoire à domicile    | 8             | 8 - 0 contre Swansea City, 1er tour retour de la Coupe des coupes 1991-1992 | ? 1991                                               |
| Plus large victoire à l'extérieur | 5             | 0 - 5 contre le Deportivo la Corogne, 6e journée de la Ligue des champions 2004-2005 | 8 déc. 2004                                          |
| Plus large défaite à domicile     | 3             | 2 - 5 contre Dundee United, 32e de finale aller de la Coupe UEFA 1981-1982 0 - 3 contre Leeds United, 32e de finale aller de la Coupe UEFA 1995-1996 | ? 1981 ? 1995                                        |
| Plus large défaite à l'extérieur  | 3             | 3 - 0 contre l' Eintracht Francfort, 1er tour retour de la Coupe des coupes 1985-1986 3 - 0 contre l' Universitatea Craiova, 1er tour aller de la Coupe des coupes 1974-1975 3 - 0 contre le Milan AC, Demi-finale de la Ligue des champions 1993-1994 4 - 1 contre la Juventus, Demi-finale aller de la Ligue des champions 1997-1998 4 - 1 contre le RCD Majorque, 8e de finale aller de la Coupe UEFA 1999-2000 4 - 1 contre Tottenham Hotspur Football Club, 6e journée de la Ligue Europa 2015-2016 | ? 1974 ? 1985 ? 1994 ? 1998 2 mars 2000 10 déc. 2015 |